# 小森素石
小森 素石（こもり そせき、生没年不詳）とは大正時代から昭和時代にかけての日本の版画家。

## 来歴
大正から昭和初期に川口版の新版画を残している。作品として「蓮に黒鷺」が挙げられる。本図には「素石」の落款と印があり、浮世絵の伝統を引き継いでおり、染織文様を思わせる画風である。また、水面の雨文様はモダニズムへの志向が見られるものである。